# Selecció de futbol de Trinitat i Tobago
La selecció de futbol de Trinitat i Tobago  representa a Trinitat i Tobago a les competicions internacionals de futbol. És controlada per l'Associació de Futbol de Trinitat i Tobago.

## Participacions en la Copa del Món
- Del 1930 al 1962 - No participà
- Del 1966 al 2002 - No es classificà
- 2006 - Primera fase
- 2010 a 2018 - No es classificà

## Participacions en la Copa d'Or de la CONCACAF
- 1991 - Primera ronda
- 1993 - No es classificà
- 1996 - Primera ronda
- 1998 - Primera ronda
- 2000 - Semifinals
- 2002 - Primera ronda
- 2003 - No es classificà
- 2005 - Primera ronda
- 2007 - Primera ronda
- 2009 - No es classificà
- 2011 - No es classificà
- 2013 - Primera ronda
- 2015 - Quarts de final
- 2017 - No es classificà

## Jugadors

### Jugadors amb més partits
| #  | Nom             | Partits | Gols | Anys      |
| -- | --------------- | ------- | ---- | --------- |
| 1  | Angus Eve       | 117     | 34   | 1994-2005 |
| 2  | Stern John      | 109     | 69   | 1995-     |
| 3  | Marvin Andrews  | 101     | 10   | 1996-     |
| 4  | Dennis Lawrence | 89      | 5    | 2000-     |
| 5  | Russell Latapy  | 79      | 29   | 1988-     |
| 5  | Clayton Ince    | 79      | 0    | 1997-     |
| 7  | Carlos Edwards  | 78      | 4    | 1999-     |
| 8  | Arnold Dwarika  | 73      | 28   | 1993-2008 |
| 9  | Dwight Yorke    | 72      | 19   | 1989-2009 |
| 10 | Ansil Elcock    | 69      | 0    | 1994-2004 |

### Jugadors amb més gols
| #  | Nom            | Partits | Gols | Anys      |
| -- | -------------- | ------- | ---- | --------- |
| 1  | Stern John     | 109     | 69   | 1995-     |
| 2  | Angus Eve      | 117     | 34   | 1994-2005 |
| 3  | Russell Latapy | 79      | 29   | 1988-     |
| 4  | Arnold Dwarika | 73      | 28   | 1993-2008 |
| 5  | Cornell Glen   | 59      | 23   | 2002-     |
| 6  | Nigel Pierre   | 56      | 22   | 1999-2005 |
| 7  | Leonson Lewis  | 32      | 21   | 1988-1996 |
| 8  | Dwight Yorke   | 72      | 19   | 1989-2009 |
| 9  | Steve David    | 16      | 16   | 1972-1976 |
| 10 | Gary Glasgow   | 53      | 11   | 1997-2007 |
| 10 | Jerren Nixon   | 38      | 11   | 1994-2004 |

## Entrenadors
- Russell Latapy 2009-Present[1]
- Francisco Maturana 2008-2009
- Wim Rijsbergen 2006-2007
- Leo Beenhakker 2005-2006
- Bertille St. Clair 2004-2005
- Stuart Charles Fevrier 2003-2004
- Zoran Vraneš 2003-2003
- Hannibal Najjar 2002-2003
- René Simões 2001-2002
- Ian Porterfield 2000-2001
- Bertille St. Clair 1997-2000
- Anton Corneal
- Everald Cummings
- Ronald La Forest
- Edgar Vidale (1976)
- Roderick Warner
- Jan Zwartkruis
- Kevin Verity (1973-1974)
- Americo Brunner
- Jimmy Hill
- Frank Brennan
- Michael Laing
- Casa Grande
- Joachem Figge

## Estadístiques
- Primer partit

| Trinitat i Tobago | 3 - 3 | Surinam |
| ----------------- | ----- | ------- |
|                   |       |         |

 Trinitat i Tobago
- Major victòria

| Trinitat i Tobago | 11 - 0 | Aruba |
| ----------------- | ------ | ----- |
|                   |        |       |

 Grenada
- Major derrota

| Mèxic | 7 - 0 | Trinitat i Tobago |
| ----- | ----- | ----------------- |
|       |       |                   |

 Ciutat de Mèxic, Mèxic